# Auguste-Marie Poullain-Duparc
Pour les articles homonymes, voir Poullain et Duparc.
Auguste-Marie Poullain du Parc (1703-1782) est un juriste français. Célèbre jurisconsulte breton et avocat au Parlement de Rennes, il est nommé en 1743 professeur de droit français à la Faculté de droit de Rennes.

## Biographie
Fils d'Étienne Hyacinthe Poullain, sieur de Belair (1661-1740), qui traduisit le Commentaire de Bertrand d’Argentré sur la coutume de Bretagne, il embrassa la même profession que son père. Formé par les leçons et l'exemple d'un tel maître, Poulain-Duparc hérita de sa réputation, et tarda peu à le surpasser. Ses débuts au barreau avaient été brillants, et il obtenait dans la plaidoirie la même supériorité que dans le cabinet ; mais l'étendue de ses connaissances semblait l'appeler aux fonctions de l'enseignement, autant que son désir de se rendre doublement utile à ses concitoyens. Il abandonna donc les luttes judiciaires aux athlètes plus jeunes, se réservant de reparaître dans l'arène en des occasions d'éclat ; il continua d'être l'oracle de sa province, et partagea sa vie entre les travaux de la consultation et ceux de la chaire de droit civil dans sa ville natale. 
L'autorité des conseils par lesquels il éclairait les familles sur leurs intérêts donnait un nouveau lustre à ses savantes leçons ; le grand nombre d'élèves qu'il initiait aux mystères de la jurisprudence, hérissée alors de difficultés, d'incertitudes et d'incohérences, proclamaient la haute capacité du maître. Il n'avait qu'un rival, et c'est nommer Robert-Joseph Pothier. Tous les deux portaient une méthode et une clarté précieuse dans l'exposition de leurs doctrines : un grand sens, Une admirable justesse d'idées, une mémoire féconde, une heureuse perspicacité les caractérisaient l'un et l'autre ; également infatigables dans leurs veilles, également habiles dans le droit coutumier, ils avaient le même zèle pour les progrès de la science. 
Pothier était plus profondément versé dans la législation romaine, dont son émule n'avait point fait une étude aussi particulière ; sa renommée fut plus étendue, plus populaire, parce qu'il composa des traités sur presque toutes les parties du droit, et que ces nombreux écrits étaient d'un usage plus général. Poulain-Duparc écrivit moins, et le temps qu'il donnait à la consultation ne lui permettait pas de se consacrera une tâche aussi vaste que celle  à laquelle Pothier dévoua sa vie entière. 
Il n'eut en vue, dans ses ouvrages, que l'utilité de sa province, et n'envisagea que la jurisprudence de son parlement. Mais s'il reste inférieur comme écrivain au professeur d'Orléans, il le surpassa peut-être dans la carrière de l'enseignement ; il eut une élocution plus facile, et se prononça dans ses décisions avec plus d'assurance. 
Il vécut à Rennes où il partagea sa vie entre des fonctions d'enseignement du droit civil et ses responsabilités au Barreau. Ancien bâtonnier de l'ordre des avocats et professeur de droit à Rennes, il était un des juristes les plus célèbres en Bretagne au XVIIIe siècle.
Il était le frère du littérateur Germain-François Poullain de Saint-Foix.

## Publications
- Journal des Audiences et Arrêts du Parlement de Bretagne (de [1720] à 1778), Rennes, 5 volumes, in-4. Recueil estimé, précieux surtout par les discours de La Chalotais qui y sont conservés.
- Coûtumes generales du païs et duché de Bretagne : et usemens locaux de la mesme province, avec les procez-verbaux des deux reformations les notes de Pierre Hévin… les arrests recueillis par le mesme auteur sur les articles de la coûtume. L'aitiologie de Bertrand d'Argentré ; la traduction abregée de son commentaire sur l'ancienne coûtume de Bretagne par H. E. Poullain de Belair… ; et les notes de Charles du Moulin sur la même coûtume. Édition Rev., corr. & augm. de la conférence des trois coûtumes de la province, des autres coutumes du roiaume, & les ordonnances des rois depuis le commencement de la monarchie françoise, avec des notes par A. M. Poullain du Parc… Rennes : Chez G. Vatar, 1745-1748. C'est un travail complet, où l'auteur a fondu avec ordre les meilleures observations de ses devanciers, et où il a donné des développements qui n'ont rien laissé à faire à ses successeurs.
- La Coutume et la jurisprudence coutumière de Bretagne dans leur ordre naturel. Rennes, Vatar, 1759, 1778, 3e édition, Rennes, veuve Vatar, 1783.
- Observations sur les ouvrages de feu Monsieur De La Bigotière de Perchambault doyen du Parlement de Bretagne.  A Rennes, chez Vatar, 1766. L'auteur s'interroge sur quelques points et met en relation les ouvrages de Sauvageau et d'Argentré.
- Principes du droit françois, suivant les maximes de Bretagne; par M. Poullain du Parc … A Rennes : chez F. Vatar, 1767-1771. 12 volumes. Ce dernier ouvrage, classique en Bretagne, comme les précédents, a été très utile à Charles Bonaventure Marie Toullier, son élève, pour la composition de son Cours de droit civil.
- Précis méthodique des actes de notoriété du Parlement et du barreau de Bretagne avec des observations & correctionssur les Principes du droit françois, etc. Vatar, 1779.